# Love Love
«Love Love» — четвертий сингл другого студійного альбому шотландської авторки-виконавиці Емі Макдональд — «A Curious Thing». Сингл вийшов 4 жовтня 2010.

## Список композицій
Цифрове завантаження (міні-альбом Metropolis 'On Track' Session)
1. "Love Love" (Metropolis 'On Track Session) – 3:09
2. "This Is the Life" (Metropolis 'On Track Session) – 3:20
3. "Dancing in the Dark" (Metropolis 'On Track Session) – 3:10
4. "Don't Tell Me That It's Over" (Metropolis 'On Track Session) – 3:16

Промо-CD-сингл
1. "Love Love" – 3:17

## Чарти
Тижневі чарти
| Чарт (2010)                                                  | Позиція |
| ------------------------------------------------------------ | ------- |
| Бельгія (Фландрія) (Ultratop)                                | 7       |
| Бельгія (Валлонія) (Ultratop)                                | 3       |
| Велика Британія (UK Singles Chart) (Official Charts Company) | 183     |